# Ein ganz mieser Tag
Ein ganz mieser Tag (Originaltitel: Strul, internationaler englischer Titel Trouble) ist eine schwedische Actionkomödie aus dem Jahr 2024 mit Filip Berg, Amy Deasismont und Eva Melander von Regisseur Jon Holmberg, der gemeinsam mit Tapio Leopold das Drehbuch schrieb.

## Handlung
Der geschiedene Conny arbeitet als Servicetechniker und Verkäufer in einem Elektro-Geschäft. Mit seiner Ex-Frau teilt er sich das Sorgerecht für die gemeinsame Tochter, die jede zweite Woche bei ihm verbringt. Im Haus einer Kundin soll er während deren Abwesenheit einen neuen Fernseher einrichten. Dort wird er niedergeschlagen, einige Zeit später wacht er neben der Leiche eines ihm unbekannten Mannes, dem Ehemann der Kundin, auf. Der Verdacht fällt auf Conny, weil er die Tatwaffe in die Hand genommen hatte. Vom Gericht wird er zu 18 Jahren Haft verurteilt.
Im Gefängnis lernt Conny zwei Kriminelle kennen, die irrtümlich annehmen, dass er Berufspilot sei und ihn deswegen in deren Ausbruchspläne miteinbeziehen. Nachdem er einen Anruf erhält, wonach jemand den wahren Schuldigen in seinem Fall kenne, unternimmt er die Flucht, um seine Unschuld zu beweisen. Auch bei der Polizistin Diana wachsen die Zweifel und sie versucht, ihre Chefin Helena davon zu überzeugen, den Fall wieder aufzunehmen.

## Besetzung und Synchronisation
Die deutschsprachige Synchronisation übernahm die FFS Film- & Fernseh-Synchron. Dialogregie führte Kalpna Joshi, die auch das Dialogbuch schrieb.
| Rolle           | Darsteller        | Synchronsprecher  |
| --------------- | ----------------- | ----------------- |
| Conny Rundkvist | Filip Berg        | Benjamin Mereis   |
| Diana Wilson    | Amy Deasismont    | Pola Jane O’Mara  |
| Frank Hellberg  | Juan Maluenda     | Ole Pfennig       |
| Helena Malm     | Eva Melander      | Elisabeth Günther |
| Hasse           | Måns Nathanaelson |                   |
| Norinder        | Dejan Čukić       |                   |
| Musse           | Joakim Sällquist  | Peter Lehn        |
| Mimmi           | Sissela Benn      |                   |
| Sam             | Robert Follin     |                   |
| Tomas           | Emil Brulin       | René Oltmanns     |
| Ayla            | Shirin Golchin    |                   |

## Produktion und Veröffentlichung
Der Film wurde von FLX produziert, Produzentin war Anna Carlsten. Die Kamera führte Erik Persson, die Musik schrieben Anders Niska und Klas Wahl, die Montage verantwortete Rickard Krantz. Das Szenenbild gestaltete Teresa Beale und das Kostümbild Mia Andersson und Ellen Utterström.
Auf Netflix wurde der Film am 3. Oktober 2024 veröffentlicht. Die Produktion ist eine Neuverfilmung der schwedischen Actionkomödie Ausgetrickst (1988) von Jonas Frick mit Björn Skifs als Chemielehrer Conny Rundqvist.

## Rezeption

### Kritiken
Oliver Armknecht bewertete den Film auf film-rezensionen.de mit sieben von zehn Punkten. Das Szenario sei altbekannt, werde hier aber mit viel Humor angereichert. Das Ergebnis sei tatsächlich spaßig, auch weil das Ensemble bei dem absurden Treiben tapfer mithalte und ständig etwas geschehe.
Der Filmdienst meinte, dass schwarzer skandinavischer Humor sowie skurrile Misskommunikation für ein lustig-spannendes Filmerlebnis sorgten.
derwatchdog.de bewertete die Produktion mit zwei von fünf Punkten. Die ersten Filmminuten seien kurzweilig geraten, die Geschichte verliere aber bald an Charm, Witz und Unterhaltungswert. Für eine Komödie nie lustig genug, als Kriminalgeschichte zu generisch, dümple der Streifen fortan ideenlos vor sich hin. Während Conny eine angenehm charmante Hauptfigur sei, bliebe das Ensemble um ihn herum blass und austauschbar.

### Abrufe
Laut digital i erreichte der Film im Oktober 2024 in Deutschland 1,023 Millionen zusehende Haushalte und lag damit auf Platz fünf der Film-Streaming-Charts.